# 6373 Stern
A 6373 Stern (ideiglenes jelöléssel 1986 EZ) a Naprendszer kisbolygóövében található aszteroida. Edward L. G. Bowell fedezte fel 1986. március 5-én.